# ヴィットーリオ・エマヌエーレ・ディ・サヴォイア＝アオスタ
ヴィットーリオ・エマヌエーレ・ディ・サヴォイア＝アオスタ（Vittorio Emanuele di Savoia-Aosta, 1870年11月24日 トリノ - 1946年10月10日 ブリュッセル）は、イタリアの王族、陸軍軍人。初代アオスタ公アメデーオとその最初の妻マリーア・ヴィットーリア・ダル・ポッツォ・デッラ・チステルナの子。ヴィットーリオ・エマヌエーレ2世の孫息子の一人にあたる。
全名はヴィットーリオ・エマヌエーレ・トリノ・ジョヴァンニ・マリーア（Vittorio Emanuele Torino Giovanni Maria）。儀礼称号はトリノ伯（Conte di Torino）の他、父がスペイン王の時代はスペイン王子（Infante de España）の称号も用いた。
マルタ騎士団、聖アヌンツィアータ騎士団、聖マウリッツィオ・ラザロ騎士団など複数の騎士修道会の団員を務めた。祖国を侮辱したフランスのオルレアン家に属するアンリ王子に剣での決闘を挑み、これに打ち勝ったことで知られる。

## 生涯

### 出自
アオスタ公爵家の初代当主アメデーオとその最初の妻であるチステルナ公女マリーア・ヴィットーリア・ダル・ポッツォ・デッラ・チステルナの間の次男としてトリノで生まれた。父からはトリノ伯（Conte di Torino）の称号を授与された。サヴォイア家でトリノの名を冠した爵位を名乗ったのは、トリノ辺境伯（Marca di Torino）及びサヴォイア伯であったオッドーネ・ディ・サヴォイア（1057年死没）以来の事で、およそ800年ぶりの事であった。
父が1870年から1873年までスペイン王の座にあったため（サボヤ朝）、スペイン王子（Infante de España）の称号も名乗った。

### 決闘
1897年、トリノ伯はオルレアン家のシャルトル公ロベールの長男アンリ王子に決闘を申し込んだ。アンリが「フィガロ」紙に寄稿したいくつかの記事の中で、第1次エチオピア戦争中にエチオピア軍の捕虜となったイタリア兵たちを「腰抜け」だとしていたのが原因であった。この決闘騒動はイタリアのみならずヨーロッパ諸国で大きな反響を呼んだ。2人の決闘は剣を武器として行われることに決まった。
トリノ伯とアンリ王子の剣を武器とする決闘は、1897年8月15日の早朝5時から26分間にわたり、パリ近郊のヴォークレソン、ボワ・ド・マルショー（Bois de Marechaux）で行われた。立会人はレオンティエフ伯爵とアヴォガルド伯爵という人物である。トリノ伯は5回目の切り合いでアンリ王子に勝利した。アンリは右のわき腹に深い傷を負い、同行の医師たちがアンリの決闘続行は無理と診断した。これによってトリノ伯の勝利が決まり、トリノ伯はヨーロッパ中にその名を知らしめた。
帰国したトリノ伯をイタリア国民は熱狂的な喝采で迎えた。伯父の国王ウンベルト1世は彼をトリノまで迎えに行き、甥に「私は君が示した祖国愛と君の成し遂げた成功に対して、最初に心からのお礼を言うために来たのだ」と話しかけた。決闘から4年後、アンリ王子は仏領インドシナのサイゴンでマラリアにより死亡した。

### 後半生
1898年4月、トリノ伯は世界一周旅行に出かけた。彼はまず最初にアメリカ合衆国のニューヨークに到着した。トリノ伯は歴史あるゴルフクラブ、ニューポート・カントリークラブに1日滞在し、毎年行われていたトリノ伯記念ゴルフ・トーナメントの優勝者に銀のカップを贈呈した。合衆国の次は中国と日本を訪れている。
トリノ伯はイタリア陸軍に所属し、第1次世界大戦中は、イタリア軽騎兵軍団の最高司令官の地位にあった。第1次大戦後、トリノ伯はフランス政府からゲール十字勲章を、ルーマニア政府からはカロル1世勲章を贈られている。祖国からはサヴォイア軍事勲章（Ordine militare di Savoia poi Ordine militare d'Italia）を授与された。
第二次世界大戦後、イタリアは共和制に移行した。王制廃止時点でトリノ伯ヴィットーリオの王位継承順位はナポリ公エマヌエーレ、トミスラヴ2世、アオスタ公子アメデーオに次いで第4位であった。1946年10月10日、亡命先であるベルギー王国のブリュッセルで客死した。生涯独身を貫いたために子女はおらず、トリノ伯の称号は空位となった。